# Bible svatého Ludvíka

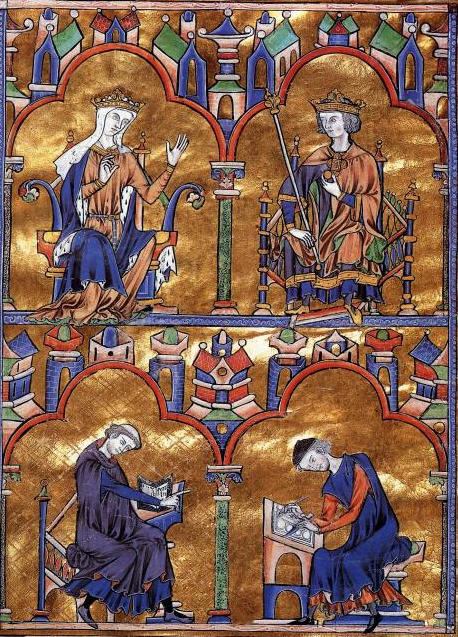
Blanka Kastilská se synem Ludvíkem a pod nimi autoři rukopisu

Bible svatého Ludvíka (francouzsky La Bible de Saint Louis) je bohatě iluminovaný rukopis vyrobený ve Francii během let 1226–1234.
Zdá se, že byl vyroben na zakázku ovdovělé francouzské královny Blanky Kastilské, která je také na jednom z listů společně se svým synem Ludvíkem zobrazena. Z majetku Ludvíka se rukopis dostal do držení kastilského krále Alfonse X. a poprvé je zmíněn v jeho závěti roku 1282. Rukopis se skládá ze tří dílů, z nichž dva jsou nyní v majetku katedrály v Toledu a třetí v Pierpont Morgan Library v New Yorku.